# Francesco Bonesana
Francesco Bonesana (* 27. Mai 1649 in Mailand; † 12. Dezember 1709 in Balerna) war ein italienischer Chorherr, Nuntius, Gesandter und Bischof von Como.

## Leben
Francesco Bonesana war ein Sohn des Grafen Cesare und dessen Ehefrau Cecilia Besozzi. Er trat in den Theatinerorden ein, legte 1665 seine Profess ab und war ab 1672 Priester. Er wurde nach Polen geschickt und lehrte an der Theologischen Hochschule von Lwów (heute Lviv, Ukraine). Im Jahr 1688 wurde er zum apostolischen Kommissar beim polnischen Heer ernannt und war von Ende 1689 bis Juni 1690 auch Interimsnuntius bei König Johann III. Sobieski. Nach seiner Rückkehr nach Italien im Jahr 1691 wurde er von Papst Innozenz XII. zunächst zum Bischof von Caiazzo (1692 bis 1695) ernannt und dann nach Como versetzt (1696 bis 1709).
Sein Episkopat zeichnete sich vor allem durch eine strenge Kontrolle des Klerus und der Klöster sowie durch die Verteidigung der kirchlichen Jurisdiktionsrechte in den Italienischen Landvogteien der Schweizer gegen die Einmischung der Landvögte aus. Mit der katholischen Kantonen schloss er eine Konvention über den Verkauf der Rechte an der bischöflichen Mensa im Kanton Tessin ab, die jedoch vom Papst nicht ratifiziert wurde.